# Innogy
Innogy est une entreprise énergétique allemande basée à Essen. Elle est issue d'une scission de RWE, des activités renouvelables et de réseaux. Elle est créée le 1er avril 2016. Elle appartient maintenant à 75 % à E.ON.

## Histoire
La société nait le 1er avril 2016. Elle est issue de la scission avec le groupe énergétique RWE et ses filiales RWE Innogy, RWE Deutschland, RWE Effizienz, RWE Vertrieb et RWE Energiedienstleistungen. Les raisons de cette scission reposent sur l'imitation de son concurrent E.ON, qui a scindé ses activités en deux avec la création de Uniper. On peut l'expliquer également par la décision politique de l'arrêt des réacteurs nucléaires et fermeture programmée des centrales à charbon, visant à favoriser les énergies renouvelables. Le 7 octobre 2016, le groupe est coté à la bourse de Francfort.
En novembre 2017, Scottish and Southern Energy et Innogy annoncent la fusion de leurs activités au Royaume-Uni, créant un nouvel ensemble desservant 12,7 millions de clients, détenu à 65,6 % par Scottish & Southern Energy ,.
En mars 2018, E.ON annonce vouloir acquérir Innogy en transférant ses activités et celle d'Innogy de production d'électricité d'origine renouvelables à RWE, qui possédait avant cette annonce 76,8 % d'Innogy.
En août 2018, Innogy annonce la vente d'une participation de 41 % dans la parc éolien Triton Knoll à Electric Power Development et Kansai Electric Power pour 2 milliards de livre. Innogy garde une participation de 59 % dans le projet.
En septembre 2019, la Commission Européenne valide le rachat d'Innogy par E.ON.

## Activité
Innogy est actif dans la distribution et la fourniture d'électricité et de gaz. Il est actif dans la vente, l'exploitation, la planification, la maintenance des réseaux de distribution d'électricité et de gaz. Il est présent également dans la production d'électricité renouvelable. 